# Lycenchelys maculata
Lycenchelys maculata är en fiskart som beskrevs av Toyoshima, 1985. Lycenchelys maculata ingår i släktet Lycenchelys och familjen tånglakefiskar. Inga underarter finns listade i Catalogue of Life.